# Sony Xperia neo L
Il Sony Xperia neo L è uno smartphone Android progettato, sviluppato e prodotto da Sony Mobile Communications. L'Xperia neo L come annunciato nel marzo 2012 è stato messo in commercio nel giugno 2012. L'Xperia neo L fu reso disponibile prima in Cina e successivamente a livello mondiale.

## Design
Con un design simile a quello dei predecessori Sony Ericsson Xperia neo and Sony Ericsson Xperia neo V, il Sony Xperia neo L ha un corpo leggermente allungato, con quattro tasti fisici nella parte inferiore dello schermo con una finitura lucida in plastica. Tuttavia, l'Xperia neo L dispone di uno schermo più grande ed è più pesante rispetto ai suoi predecessori.

## Specifiche

### Hardware
Il Sony Xperia neo L dispone di uno schermo LCD retroilluminato a LED da 4 pollici con una risoluzione di 480 x 854 pixel con una densità di 245 ppi.  Con una fotocamera posteriore di 5 megapixel, la fotocamera è in grado di registrare video 720p ad un frame rate di 30 fps e dispone anche di una fotocamera frontale VGA per le videochiamate. L'Xperia neo L è dotato di un processore da 1 GHz Scorpion con 512 MB di RAM e un chipset Qualcomm MSM8255 Snapdragon. Ha 1 GB di memoria interna al telefono con 380 MB a disposizione dell'utente ed è espandibile fino a 32 GB con schede MircoSD.

### Software
Il Sony Xperia neo L ha come sistema operativo Android 4.0.4 Ice Cream Sandwich con interfaccia personalizzata da Sony, applicazioni aggiuntive come Walkman e funzionalità aggiuntive quali "panoramica" che erano presenti sui vecchi smartphone Sony come il Sony Ericsson Xperia Play. Diverse applicazioni Google (come Google Play, Google search, Google Maps e Google Talk) sono già preinstallate. L'Xperia neo L possiede anche la certificazione DLNA.